# Diskusmacken

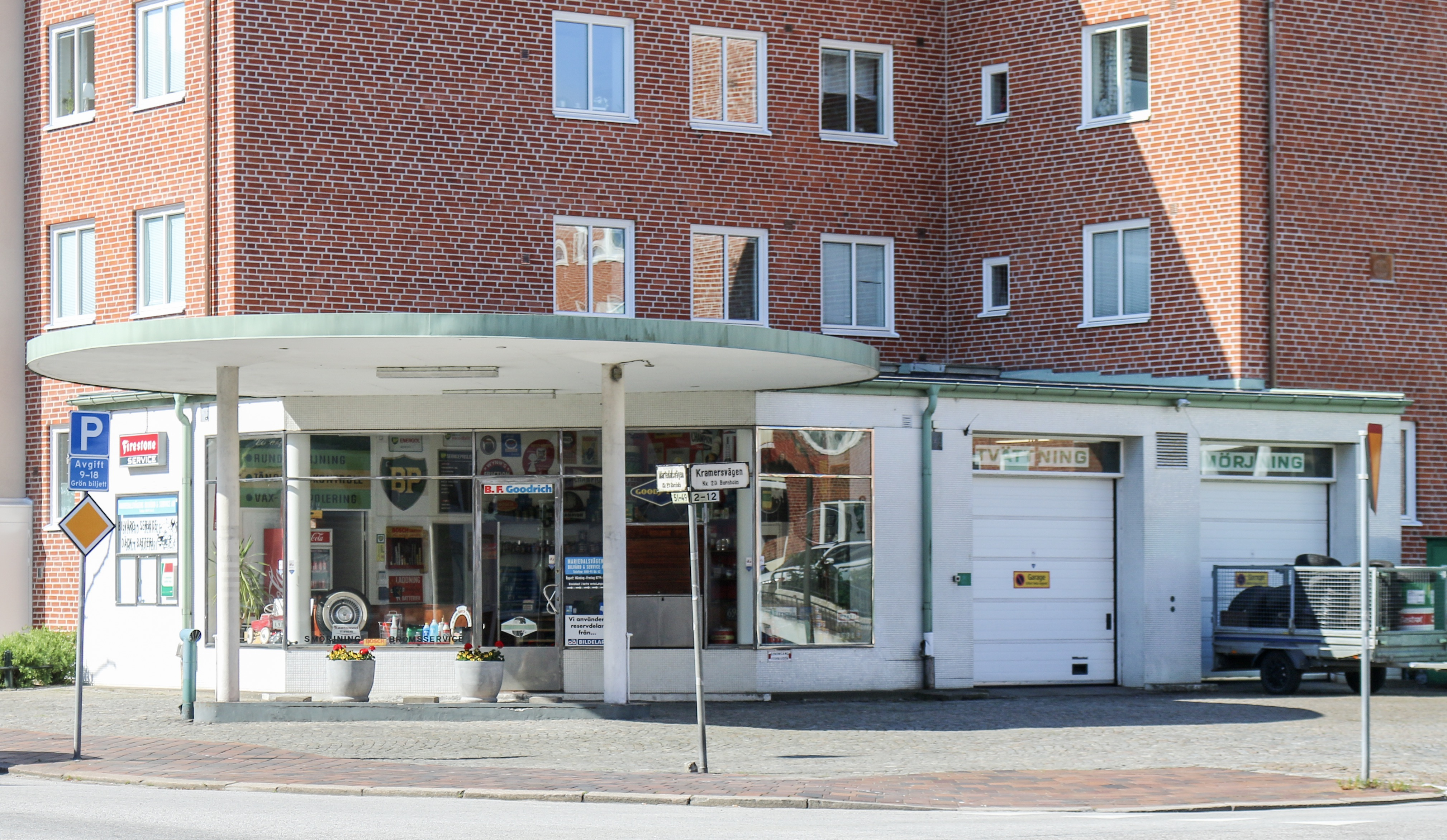
Diskusmacken i Malmö

Diskusmacken är en nedlagd bensinstation vid hörnet av Mariedalsvägen och Kramersvägen i Malmö, vilken förklarades som byggnadsminne 2015.
Bensinstationen uppfördes 1954 och ritades av HSB:s arkitektkontor i Malmö under ledning av Thorsten Roos. Den är sammanbyggd med ett samtidigt uppfört bostadshus och har sålt bränslen för Esso, IC och BP. 